# Trần Nguyên Dục
Trần Nguyên Dục (Chữ Nho: 陳元昱; ? – 1364), là một tông thất hoàng gia Đại Việt thời nhà Trần trong lịch sử Việt Nam.

## Thân thế
Trần Nguyên Dục là hoàng tử, con trai trưởng đích của vua Trần Minh Tông và Lệ Thánh hoàng hậu. Năm Mậu Thìn (1328), vì Hoàng hậu không có con trai, nên Trần Minh Tông phải lập con trưởng thứ là Trần Vượng làm Thái tử, và năm sau (1329) thì nhường ngôi (tức Trần Hiến Tông). Do đó, Trần Nguyên Dục phải được sinh ra trong thời gian Trần Minh Tông làm Thái thượng hoàng (1329–1341), trước em trai cùng mẹ là Trần Hạo (sinh năm 1336). Ước đoán ông sinh vào khoảng 1330–1335.
Khoảng trước năm 1341, Trần Nguyên Dục được phong tước Cung Túc đại vương.

## Cuộc đời
Tháng 8 (âl) năm Tân Tỵ (1341), Trần Hiến Tông băng hà. Thượng hoàng Minh Tông cho rằng Cung Túc vương là người ngông cuồng, nên không lập ông làm vua mà thay vào đó đưa Hoàng tử Trần Hạo lên ngôi, tức Trần Dụ Tông.
Có một lần Cung Túc vương khi xem vở diễn Vương Mẫu hiến bàn đào, thấy người đóng Vương Mẫu (tên hiệu Vương Mẫu) xinh đẹp, bèn lấy làm vợ lẽ. Theo sử sách, Vương Mẫu khi đó đã có thai với con hát Dương Khương. Đến khi đẻ, Cung Túc vương nhận đứa trẻ đó làm con mình, tức Trần Nhật Lễ.
Mùa đông, tháng 10 (âl) năm Giáp Thìn (1364), Cung Túc vương Trần Nguyên Dục chết.

## Chuyện về sau
Tháng 5 (âl) năm Kỷ Dậu (1369), Trần Dụ Tông băng hà. Tháng 6 (âl), Thái hậu cho người đón Nhật Lễ lên ngôi, bảo rằng:
Dục là con đích trưởng mà không được ngôi vua, lại sớm lìa đời. Nhật Lễ chẳng phải là con của Dục ư?
Trần Nguyên Dục được con trai Trần Nhật Lễ truy phong là Hoàng thái bá.
Sau khi lên ngôi, Trần Nhật Lễ thể hiện bản thân là một vị vua bất tài, còn muốn đổi sang họ Dương, khiến các tông thất cùng quan viên thất vọng. Năm 1370, Nhật Lễ bị Cung Định vương Trần Phủ lật đổ.